# Dorothy Bradbelt
Dorothy Bradbelt, död 1577, var en engelsk hovfunktionär. Hon var hovdam (Woman of the Bedchamber) till Elisabeth I av England. 
Dorothy Bradbelt förmodas ha varit dotter till Jane Bradbelt, som var anställd som chamberer vid hovet, och som år 1536 noteras som anställd i den nyfödda Elisabets hushåll; även Dorothy förmodas ha tjänstgjort tillsammans med sin mor. År 1554 noteras att Dorothy vägrades tillstånd att få göra Elisabet sällskap under dennas husarrest på Woodstock. 
När Elisabet besteg tronen noteras Dorothy Bradbelt i hennes personal. Hon var uppenbart omtyckt av Elisabet, noteras ha fått ett flertal dyrbara gåvor, och tjänstgjorde ofta som drottningens "bedfellow", det vill säga utsågs att sova i samma säng för värmens skull. 
År 1562 försökte John Dymocke åstadkomma ett giftermål mellan Elisabet och Erik XIV, och fick hjälp i sin plan av Kat Ashley och Dorothy Bradbelt, som tillsammans författade ett hemligt brev till den svenska politikern "Nicholas Guildenstern" som ett led av planen, ett brev som uppsnappades av William Cecil. 
Det var en plan som kunde ha lett till allvarliga konsekvenser om andra personer varit inblandade, men Kat Ashley och Dorothy Bradbelt var alltför uppskattade av Elisabet för att några åtgärder skulle vidtas mot dem. 
Hon gifte sig 1567 med hovtjänaren John Habington.